# Tinodes paludigenus
Tinodes paludigenus is een fossiele soort schietmot uit de familie Psychomyiidae.